# Tambachia
Tambachia is een geslacht van uitgestorven dissorofoïde temnospondyle Batrachomorpha (basale 'amfibieën') binnen de familie Trematopidae. Het is bekend uit de Tambach-formatie uit het Vroeg-Perm (de onderste eenheid van de Boven-Rotliegend) nabij de stad Tambach-Dietharz in het Duitse Thüringen. Tambachia is de eerste trematopide die buiten de Verenigde Staten is ontdekt.

## Beschrijving
De schedel van MNG 7722 is dorsoventraal (verticaal) ernstig verbrijzeld, waardoor het moeilijk is om de vorm van de schedel in zijaanzicht te bepalen. Het is 6,9 centimeter lang, wat klein is voor een trematopide. De oogkassen zijn centraal geplaatst zodat de preorbitale lengte van de schedel gelijk is aan die van de postorbitale lengte. Ze vormen ongeveer dertig procent van de schedellengte. Het schedeldak lijkt zich naar achteren uit te strekken voorbij het niveau van de kaakgewrichten, wat uniek is onder trematopiden. Dit is echter waarschijnlijk het gevolg van het verbrijzelen van de schedel, waardoor het schedeldak is verplaatst.
Tambachia had, net als andere trematopiden, waarschijnlijk een zoutklier die vergelijkbaar was met die van moderne reptielen. De onderverdeling van het uitwendige neusgat in voorste en achterste delen is het bewijs van de aanwezigheid van zoutklieren. Het voorste gedeelte is min of meer rond en men denkt dat het de echte neusopening is. Het achterste gedeelte hield waarschijnlijk de zoutklier vast. De verbreding van het achterste gedeelte huist misschien geen zoutklier, maar is eerder een middel om spanningen in de schedel tijdens het bijten op te vangen.
Het postcraniale skelet is goed bekend, gezien de volledigheid van het holotype-exemplaar. De relatief korte staart, alleen bewaard als een vage indruk in MNG 7722, is 8,5 centimeter lang. De ledematen zijn kort, met vier vingers op de hand en vijf tenen op de voet. Het is mogelijk dat de hand vijf vingers bezat, aangezien Acheloma, een andere nauw verwante trematopide, is beschreven met vijf distale handwortelbeentjes. In de voet van het holotype-exemplaar zijn slechts vier tenen bewaard gebleven. Aangezien de derde bewaarde teen echter het langst is, vertegenwoordigt het waarschijnlijk de vierde teen, waarbij de eerste teen afwezig is vanwege onvolmaakte preservering. De uiterste vingerkootjes van Tambachia waren smal en zouden de beenkernen van klauwen zijn geweest.

## Ontdekking
Het holotype-exemplaar van Tambachia trogallas, bekend als MNG 7722, is gevonden op een uitloper van de Tambach-formatie op de vindplaats Bromacker in het Thüringer Woud in Midden-Duitsland. Het bestaat uit een schedel en een groot deel van het postcraniale skelet. Het enige grote deel van het skelet dat ontbreekt, is de presacrale wervelkolom. De plaats Bromacker is een zandsteengroeve die bekend staat om zijn sporen van Tetrapoda en in verband liggende skeletten van landbewonende en semi-landbewonende amfibieën en reptielen. MNG 7722 werd gevonden in rivierafzettingen met een rood bed, bestaande uit goed geconsolideerde moddersteen in kanaalvullingen met vlakke bedden.
Hoewel het moeilijk is om de rijpheid van MNG 7722 te bepalen, wordt aangenomen dat het een vroege volwassene is. Slechte ossificatie van de handwortelbeentjes, tarsalen en het endochondrale deel van de hersenpan suggereert dat MNG 7722 een vroeg ontwikkelingsstadium vertegenwoordigt, terwijl het schedeldak met putjes, met goed gesloten beennaden tussen de botten, wijst op een volwassen individu.
De naam Tambachia verwijst naar de Tambachformatie. De soortaanduiding van Tambachia trogallas is afgeleid van het Griekse trogo, wat knabbelen of knabbelen betekent, en allas, wat worst betekent. De naam verwijst naar de Thüringer braadworst die vaak werd gegeten in de Bromacker-steengroeve door de auteurs die de soort beschreven.

## Classificatie
In de oorspronkelijke beschrijving van Tambachia, concludeerden Sumida et al. (1998) dat Anconastes de naaste verwant was van Tambachia. Kenmerken die deze verwantschap ondersteunden, waren onder meer de afwezigheid van een venster tussen de neusholten (dat ook wordt gezien bij dissorofoïden, maar werd geïnterpreteerd als een convergente eigenschap), de reductie van de neergaande tak van het traanbeen die onder de oogkas doorloopt de rand en een bijdrage aan de onderrand van de oogkas door het bovenkaaksbeen in plaats van het verhemeltebeen. Hieronder is een cladogram, een aangepaste stamboom van Sumida et al. (1998) met de voorgestelde verwantschappen van Tambachia en andere trematopiden:
|  | Tambachia  |
|  |            |
|  | Anconastes |
|  |            |

|  | Phonerpeton |
|  |             |
|  | Acheloma    |
|  |             |

|  | Tambachia  |
|  |            |
|  | Anconastes |
|  |            |

|  | Phonerpeton |
|  |             |
|  | Acheloma    |
|  |             |

In hun beschrijving van Fedexia, plaatsten Berman et al. (2010) Fedexia als het zustertaxon van de clade met Tambachia en Anconastes. Tambachia, Anconastes en Fedexia hebben allemaal een ondiepe en breed concave occipitale rand. Bij andere trematopiden is de rand biconcaaf. Hieronder is een aangepast cladogram van Berman et al. (2010):
|  | Fedexia                                                  |
|  |                                                          |
|  | \| \| Tambachia \| \| \| \| \| \| Anconastes \| \| \| \| |
|  |                                                          |
|  | Tambachia                                                |
|  |                                                          |
|  | Anconastes                                               |
|  |                                                          |

|  | Tambachia  |
|  |            |
|  | Anconastes |
|  |            |

|  | Phonerpeton |
|  |             |
|  | Acheloma    |
|  |             |

|  | Fedexia                                                  |
|  |                                                          |
|  | \| \| Tambachia \| \| \| \| \| \| Anconastes \| \| \| \| |
|  |                                                          |
|  | Tambachia                                                |
|  |                                                          |
|  | Anconastes                                               |
|  |                                                          |

|  | Tambachia  |
|  |            |
|  | Anconastes |
|  |            |

|  | Phonerpeton |
|  |             |
|  | Acheloma    |
|  |             |